# Chaenorhinum serpyllifolium subsp. lusitanicum
Chaenorhinum serpyllifolium subsp. lusitanicum é uma subespécie de planta com flor pertencente à família Scrophulariaceae. 
A autoridade científica da subespécie é R.Fern., tendo sido publicada em Botanical Journal of the Linnean Society 64: 223. 1971.

## Portugal
Trata-se de uma subespécie presente no território português, nomeadamente em Portugal Continental.
Em termos de naturalidade é endémica da região atrás referida.

## Protecção
Encontra-se protegida por legislação portuguesa ou da Comunidade Europeia, nomeadamente pelo Anexo II e IV da Directiva Habitats.